# Andrée Jeglertz
Andrée Jeglertz (født 14. februar 1972 i Malmö) er en svensk fodboldtræner. Han er træner for Danmarks fodboldlandshold for kvinder siden efter VM i 2023, hvor han erstattede Lars Søndergaard. Han stopper som landstræner efter EM-slutrunden i 2025.
Før det var han cheftræner og sportsdirektør for Linköping FC i Damallsvenskan siden 2021. Han stoppede i Linköping FC i midten af juli 2023.
I 2004 vandt han Champions League med Umeå IK's kvindehold. Desuden nåede klubben finalen i samme turnering i både 2007 og 2008 med ham som træner. Han er blevet kåret som årets træner i Damallsvenskan 2005-2008 samt i 2022 og årets træner i Finland for både mænd og kvinder i 2012.

## Trænerjobs
Han har haft følgende jobs indenfor fodbold:
- 2003: Cheftræner for Gimonäs CK (mænd)
- 2004-2008: Cheftræner for Umeå IK (kvinder)
- 2009: Djurgårdens IF (kvinder)
- 2010-2016: Teknisk direktør for piger og kvinder, samt landstræner for Finland (kvinder)
- 2017-2018: Cheftræner og sportsdirektør for Umeå FC (mænd)
- 2018-2020: Assistenttræner for Canada (kvinder)
- 2021-2023: Cheftræner og sportsdirektør for Linköping FC (kvinder)
- 2023-2025: Landstræner for Danmark (kvinder)[4]